# Labastide-Rouairoux
Labastide-Rouairoux è un comune francese di 1 608 abitanti situato nel dipartimento del Tarn nella regione dell'Occitania.

## Società

### Evoluzione demografica
Abitanti censiti